# Gleschendorf (Scharbeutz)
Gleschendorf ist ein Kirchdorf in Schleswig-Holstein mit 1.222 Einwohnern (Stand: 10. Juni 2024).
Es gehört zur Gemeinde Scharbeutz im Kreis Ostholstein und liegt etwa 7 km von der Ostsee entfernt an einem alten Übergang über die Schwartau.

## Geschichte
Im Jahr 1259 wurde Gleschendorf erstmals urkundlich erwähnt, dessen Name auf den slawischen Namen Golesko zurückgeht. Im Dorf, an der Schwartau befand sich eine Wassermühle, die 1354 erstmals zum Verkauf zwischen der Familie Buchwaldt und dem Heiligen-Geist-Hospital (Lübeck) beurkundet wurde. Das Gebäude der Wassermühle existiert heute noch und gehörte der Bäckerei Möller, unmittelbar an der dortigen Schwartau-Brücke.
Gleschendorf war mit der Gleschendorfer Kirche lange Zeit der Mittelpunkt und Verwaltungssitz auch der umliegenden Dörfer und hatte 1850 etwa 300 Einwohner. Erst mit dem zunehmenden Einfluss Lübecks und der touristischen Bedeutung der Ostsee, verbunden mit dem wirtschaftlichen Aufstieg der Orte am Meer, verlor es seinen Einfluss. Am 1. Januar 1974 fusionierte die Gemeinde Gleschendorf, zu der die Orte Pönitz, Schulendorf, Steenrade (Ober- und Untersteenrade) und Wulfsdorf gehörten, mit der Gemeinde Haffkrug-Scharbeutz zur Gemeinde Scharbeutz.
Die Gemeinde Haffkrug-Scharbeutz war erst 1955 aus der Gemeinde Gleschendorf heraus entstanden.

## Wirtschaft und Verkehr
Scharbeutz weist Teile von Gleschendorf als Gewerbegebiet aus. Dieses wie der Ort selbst ist durch die 5 km entfernte Bundesautobahn 1, die nur 500 m  in Richtung Bad Segeberg entfernte B 432, den Flughafen Lübeck-Blankensee (25 km) und den Flughafen Hamburg-Fuhlsbüttel (75 km) auch an das Verkehrsnetz angebunden.
Der Haltepunkt Gleschendorf lag an der Bahnstrecke Kiel–Lübeck, wird heutzutage von den Zügen der RE83 und RB84 ohne Halt durchfahren.